# Epicoma walkeri
Epicoma walkeri är en fjärilsart som beskrevs av Embrik Strand 1929. Epicoma walkeri ingår i släktet Epicoma och familjen tandspinnare. Inga underarter finns listade i Catalogue of Life.